# Dendrit (Religion)

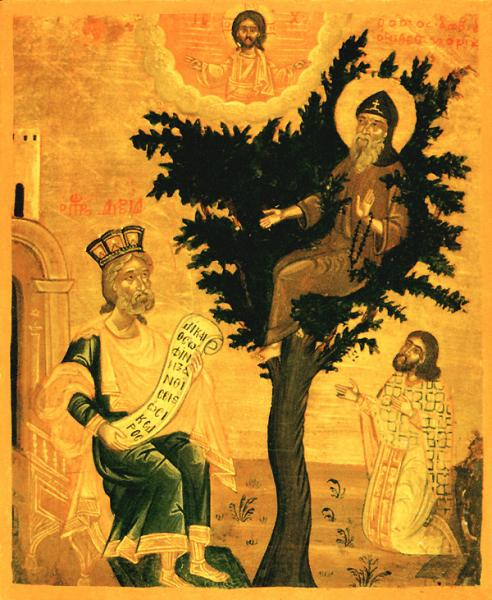
Der Dendrit David von Thessaloniki, Ikone des 18./19. Jahrhunderts

Ein Dendrit ist ein Mönch, der sich in Askese auf einen Baum (griechisch δένδρον, dendron) zurückgezogen hat. Es handelt sich hierbei, ähnlich wie bei den Säulenheiligen (Styliten), um eine seltene und extrem asketische Lebensform im frühen Christentum im östlichen Bereich des Mittelmeers. Diese Praxis gilt als Sonderform der Anachorese, die vor allem in Syrien angewandt wurde und im „Westen“ nicht Fuß fassen konnte.